# New Line Cinema
New Line Cinema – amerykańska wytwórnia filmowa założona w 1967 roku, należąca do Warner Bros. Jest jednym z 10 największych studiów filmowych. Prezesem i dyrektorem kreatywnym studia jest Richard Brener.
New Line Cinema dawniej podzielona była na kilka oddziałów, m.in. produkcji teatralnych, marketingu, home video, oraz jednostkę specjalizującą się w produkcjach niezależnych, działającą pod nazwą Picturehouse (związana z HBO). W 2008 roku po połączeniu wytwórni z Warner Bros., większość z nich zostało włączonych do poszczególnych oddziałów Warner Bros.
New Line Cinema w ciągu ostatnich lat umocniło swoją pozycję, na co duży wpływ miała produkcja hitu – trylogii Władca Pierścieni. Pierwszym dużym sukcesem komercyjnym tego studia stał się cykl Koszmar z ulicy Wiązów, z którym go silnie kojarzono, nadając jej przydomek „Dom, który zbudował Freddy” („The House that Freddy Built”). Kilka innych produkcji również zalicza się do kultowych: Dark City, filmy Austina Powersa, czy też osadzone w klimacie fantasy Pleasantville.
Z New Line współpracował też Hulk Hogan, twórca Wszystkie chwyty dozwolone, Pan niania i Kosmita z przedmieścia.
W 1994 roku New Line Cinema przyłączono do Turner Broadcasting System, a wraz z nim 2 lata później została częścią Time Warner.
Dystrybucją filmów New Line Cinema zajmuje się Warner Bros. Pictures.

## Ważniejsze filmy
- Historia przemocy
- Schmidt
- Blade: Wieczny łowca
- Blade: Wieczny łowca II
- Blade: Mroczna trójca
- Blow (2001)
- Critters
- Domino
- Dungeons & Dragons i sequel: Dungeons & Dragons 2: Wrath of the Dragon God.
- Elf
- Oszukać przeznaczenie 2
- Oszukać przeznaczenie 3
- Oszukać przeznaczenie
- Freddy kontra Jason
- Friday the 13th (film 2009) (2009)
- Lakier do włosów (1988)
- Lakier do włosów (2007)
- Jestem Sam
- Jason Goes to Hell: The Final Friday (1993)
- Jason X (2002)
- Just Friends
- Killing on Carnival Row
- King’s Ransom
- Lost In Space (1998)
- Meg (2008)
- Mondo Trasho (1969)
- Sposób na teściową
- Pan niania
- No Holds Barred
- Pink Flamingos (1972) produkcja Johna Watersa
- Polyester (1981)
- Szansa na sukces (2004)
- Siedem (1995)
- Silk
- Węże w samolocie
- Wytańczyć marzenia
- The Hidden i sequel video z 1994 roku
- The Man
- Maska (1994)
- The New World
- The Sea Inside
- The Texas Chainsaw Massacre (2003)
- The Upside of Anger
- Wedding Crashers
- Cykl Koszmar z ulicy Wiązów
- Cykl Mortal Kombat
- Cykl Teenage Mutant Ninja Turtles
- Trylogia Władca Pierścieni
- Trylogia Hobbit